# Йонас Урбіг
Йонас Курт Урбіг (нім. Jonas Kurt Urbig, нар. 8 серпня 2003, Ойскірхен, Німеччина) — німецький футболіст, воротар клубу «Кельн».

## Ігрова кар'єра

### Клубна
У 2012 році Йонас Урбіг приєднався до футбольної академії клубу «Кельн». Грав за молодіжні команди. У сезоні 2020/21 почав свої виступи у другій команді «Кельна» в Регіональній лізі.
З наступного сезону Урбіг був внесений до заявки першої команди на матчі Бундесліги. Два сезони провів в якості резервного воротаря. Другу половину сезону 2022/23 Урбіг відіграв у клубі Другої Бундесліги «Ян Регенсбург». Влітку 2023 року повернувся до «Кельна» і підписав з клубом новий контракт до 2026 року. Але не маючи можливості грати в основі, наступний сезон також провів в оренді — в клубі «Гройтер Фюрт».
Сезон 2024/25 «Кельн» розпочав у Другій Бундеслізі і Урбіг зайняв місце основного воротаря команди. Першу гру у складі «Кельна» він провів 2 серпня 2024 року у поєдинку Другої Бундесліги проти «Гамбурга».

### Збірна
8 вересня 2023 року у товариському матчі проти молодіжної збірної України Йонас Урбіг дебютував у складі німецької молодіжки.

## Титули і досягнення
- Чемпіон Німеччини (1):

«Баварія»: 2024–25
- Володар Суперкубка Німеччини (1):

«Баварія»: 2025